# تکاوران ارتش ایالات متحده آمریکا
تکاوران ارتش ایالات متحده آمریکا (انگلیسی: United States Army Rangers) یک نیروی ماهر و آموزش دیده‌است که حوزه عملیات‌های او بیشتر در کویر و کوهستان می‌باشد. این نیرو برای آشنایی با فنون نظامی پیچیده در جنگ‌های منظم و نامنظم و نیز مقابله با سختی‌های احتمالی نظیر پیدا کردن غذا در بیابان و شکار حیوانات کوچک برای بقاء، مقاومت در برابر سرمای کوهستان، مقاومت در برابر گرما، در امان ماندن از طوفان شن در صحرا، روشن کردن آتش در نبود کبریت و فندک و نیز کلیه سختی‌هایی که ممکن است یک سرباز در تنهایی با آن مواجه شود آموزش‌های دشواری را پشت سر گذاشته‌است. رنجرها در ارتش ایالات متحده آمریکا بخش مهمی از نیروی زمینی آن کشور را تشکیل می‌دهند که در جنگ دوم خلیج فارس نقش به سزایی را در تسخیر استحکامات ارتش عراق داشتند. در ایران و در لشکر ۲۸ پیاده کردستان برخی از نیروها دوره رنجری می‌بینند.